# Feigeria
Feigeria là một chi bướm đêm thuộc họ Erebidae.